# Hans Holzer
Hans Holzer (* 26. Januar 1920 in Wien, Österreich; † 26. April 2009 in Manhattan, New York City, New York) war ein US-amerikanischer Schriftsteller und Parapsychologe. Er schrieb über 120 Bücher zu übernatürlichen und okkulten Themen für den populären Markt sowie mehrere Theaterstücke, Musicals, Filme und Dokumentationen. Er moderierte auch die Fernsehsendung Ghost Hunter (nicht zu verwechseln mit der Fernsehserie Ghost Hunters).

## Leben
Holzer war der Sohn von Martha Stransky und Leo Holzer, einem Geschäftsmann. Er studierte Archäologie und Alte Geschichte an der Universität Wien, doch da die Familie jüdisch war, verließ sie 1938 Österreich und emigrierte in die Vereinigten Staaten, wo sie in New York City sesshaft wurde. In New York studierte Holzer Japanische Sprache an der Columbia University. Er behauptete später, nach Studien in vergleichender Religionswissenschaft und Parapsychologie, einen Ph.D. am London College of Applied Sciences erworben zu haben – eine Institution, deren Existenz nie belegt wurde. Holzer unterrichtete nach dem Studium Parapsychologie am New York Institute of Technology.
Er war ab 1962 mit der Gräfin Catherine Geneviève Buxhoeveden verheiratet, einer Nachfahrin der russischen Zarin Katharina die Große in sechster Generation. Das Paar hatte zwei Töchter,
darunter die Autorin Alexandra Holzer. Holzer und Buxhoeveden ließen sich im Jahr 1985 scheiden.
Holzer war Vegetarier und Teetotaler. 1973 veröffentlichte er das Buch The Vegetarian Way of Life. Darin schrieb er: „Ich selbst bin Laktarier: Ich esse Käse und Milchprodukte, aber keine Eier oder eihaltigen Produkte. Laktarier wie ich stellen fest, dass ihre Ernährung gut ausgewogen ist, und es gibt eine ausreichende Auswahl an Lebensmitteln, sodass keine Ernährungsprobleme bestehen.“
Er starb im Alter von 89 Jahren.

## Karriere
Sein Interesse am Übernatürlichen wurde bereits in jungen Jahren durch Geschichten seines Onkels Henry geweckt. Er veröffentlichte über 120 Bücher über Geister und das Leben nach dem Tod.
Seine intensive Beschäftigung mit dem Übernatürlichen umfasste die Untersuchung des Falls von Amityville sowie zahlreicher weiterer Spukorte weltweit. Er arbeitete mit bekannten Medien wie Ethel Johnson-Meyers, Sybil Leek und Marisa Anderson zusammen. Holzer wird oft die Prägung des Begriffs „Die andere Seite“ (engl. „The Other Side of Life“) zugeschrieben, obwohl dieser bereits im 19. Jahrhundert im Spiritismus Verwendung fand. Mitunter wird ihm auch die Wortschöpfung des Begriffs Geisterjäger (engl. ghost hunter) zugeschrieben, Titel seines ersten Buches zum Thema Paranormalität aus dem Jahr 1963. Allerdings veröffentlichte der Parapsychologe Harry Price bereits 1936 ein Buch mit dem Titel Confessions of a Ghost Hunter (deutsch: Bekenntnisse eines Geisterjägers).
Im Jahr 1970 veröffentlichte Holzer eine Studie zur Geisterfotografie in seinem Buch Psychic Photography: Threshold of a New Science?, mit Fotos des Fotografen John Myers.
Holzer glaubte an ein Leben nach dem Tod, an Geister, Schicksalsgeister, spirituelle Wesen sowie „Zurückbleiber“. Geister waren für ihn Umgebungsabdrücke, das heißt immaterielle oder feinstoffliche Wesen, die von sensiblen Menschenwahrgenomme werden können. Sie seien nach seiner Auffassung intelligente Wesen, die mit den Lebenden interagieren, während „Zurückbleiber“ Seelen seien, die nach dem Tod an einen Ort gebunden sind. Er glaubte zudem an Reinkarnation und die Existenz mehrerer feinstofflicher Bewusstseinsebenen.
Holzers bekannteste Untersuchung war der Spukfall von Amityville. Im Januar 1977 betraten Holzer und das Medium Ethel Meyers das Haus in der Ocean Avenue 112 in Amityville im US-Bundesstaat New York. Meyers behauptete, das Haus sei auf einem alten Begräbnisplatz der Shinnecock-Indianer errichtet worden und der zornige Geist eines Indianerhäuptlings namens „Rolling Thunder“ habe den Vorbesitzer Ronald Defeo Jr. in Besitz genommen und ihn zu den bekannt gewordenen Morden an seiner Familie getrieben. Fotografien vom Tatort zeigten laut Holzer mysteriöse Anomalien wie Leuchterscheinungen über Einschusslöchern. Die Behauptung, das Haus stehe auf einem Indianerfriedhof, wurde jedoch von der Amityville Historical Society bestritten, zudem wies man darauf hin, dass die Montaukett und nicht die Shinnecock die ursprünglichen Siedler des Gebiets gewesen waren. Holzer schrieb mehrere Bücher über das Thema – sowohl Sachbücher als auch Romane.
Holzers Tochter, Alexandra Holzer, veröffentlichte 2008 das Buch Growing Up Haunted – A Ghostly Memoir, das ihr Leben mit ihrem Vater und dessen paranormale Mission schildert. Das Buch wurde von der mit dem Oscar nominierten Filmemacherin Marilyn Vance als Vorlage für einen möglichen Spielfilm optioniert. Im Jahr 2022 erschien ihr zweites Buch, The End Is Near.
Der US-amerikanische Spartensender Travel Channel startete 2019 die Fernsehserie The Holzer Files, in der heutige Geisterjäger Holzers dokumentierten Fällen erneut nachgehen. Sein Buch Patterns of Destiny von 1975 war als auffälliges Requisit im Film Flatliners – Heute ist ein schöner Tag zum Sterben zu sehen, neben einem gerahmten Foto von Julia Roberts’ Filmvater.

## Rezeption
Holzers Unterstützung von Medien bei der Geisterjagd wurde in einem Artikel im Journal for the Society for Psychical Research kritisiert, da sie „erhebliche Zweifel an der Objektivität und Zuverlässigkeit seiner gesamten Arbeit“ aufwerfe. Holzer war auch ein Verfechter der „psychischen Archäologie“, die weithin als Pseudowissenschaft kritisiert wurde.
Der skeptische Forscher Joe Nickell kritisierte, Holzer habe für viele seiner Behauptungen keine Belege geliefert und fragwürdige Beweise wie Geisterfotografie, Anekdoten und andere unsichere Quellen unkritisch akzeptiert. Nickell schrieb außerdem, dass die von Holzer unterstützten Medien, Ethel Meyers und Sybil Leek, „nicht überprüfbare oder durch Cold Reading gewonnene Informationen“ lieferten.
Der Parapsychologe Peter Underwood verfasste einen Nachruf in The Guardian, in dem er Holzers Behauptung aus seinem Buch Murder in Amityville (1979) widersprach, das Haus in der Ocean Avenue stehe auf einem Shinnecock-Begräbnisplatz. Er bestritt die Spukerscheinung nicht, wies allerdings ähnlich wie die Gemeinde darauf hin, dass ein anderer Indianerstamm in Amityville ansässig war.